# Ruisseau de Craponoz
Le ruisseau de Craponoz est un cours d'eau de France situé en Isère, au nord-est de Grenoble, dans le massif de la Chartreuse, et qui conflue avec l'Isère dans le Grésivaudan. Il porte le nom de ruisseau des Meunières de sa source au col des Ayes jusqu'à sa confluence avec le ruisseau de la Gorgette où il prend le nom de Craponoz. Après avoir quitté le plateau des Petites Roches en formant une cascade, il reçoit les eaux de la Pissarote après que ce torrent a également formé une autre cascade au niveau de la même barre rocheuse. La cascade de Craponoz marque l'entrée du ruisseau dans le Grésivaudan entre Crolles et Bernin.